# 胡恩威

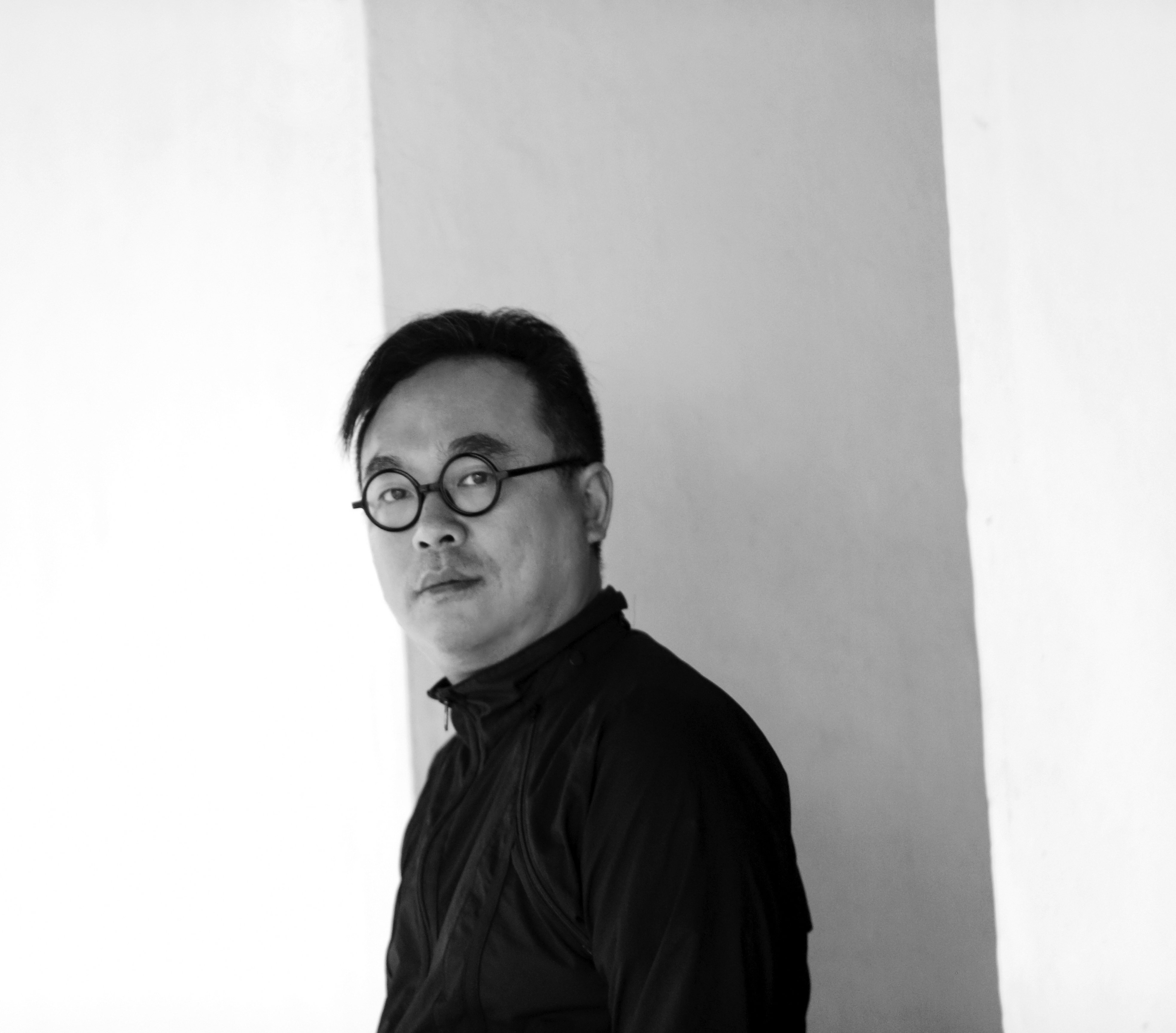

胡恩威（こ おんい）またはマティアス・ウー（Mathias Woo、1968年 - ）は、香港生まれのマルチメディアアーティスト、舞台演出家、舞台監督、舞台デザイナー、進念二十面體（Zuni Icosahedron）の主宰。
香港大学およびロンドンの建築協会学校（Architectual Association School）で建築設計を学び、1988年に進念二十面體に参加。プランニングや舞台演出、舞台監督、マルチメディアデザインとその慣習などを行っている。ディレクション作品はすでに50を越えており、ステージを建築空間と時間の感情に置き換えて表現する「多媒體建築音楽劇場」シリーズ（Marti-media Architecture Music Theatre Series）などで高い評価を得ている。また歴史や非常林奕華主宰の林奕華との合作による「東宮西宮」シリーズ（2003年スタート）などの政治コメディ、中華圏における名作の改編などにも積極的。香港内および多数の海外公演によって常にどこかを移動している多忙さでも有名な人物である。

## 主な作品

### 舞台「多媒體建築音楽劇場」シリーズ
- 「The Life and Times of Louis I. Kahn」（2001年、2002年、2007年）
- 「Looking for Mies」（2002年）
- 「Corbu」（2005年）

### その他の主要な舞台劇
- 「A Year of No Significance」（2006年）
- 「18 Springs」（2003年）
- 「東宮西宮」シリーズ（2003年〜）

### 単行本
- 「HK style」シリーズ